# البطولات الفرنسية 1901 (كرة مضرب)
في دورة رولان غاروس الدولية عام 1901 فاز في بطولة فردي الرجال اللاعب (  الفرنسي) أندريه فاشيورت (André Vacherot).